# Me and a Gun
«Me and a Gun» (рус. «Я и пистолет») — первый сингл c альбома Little Earthquakes и EP американской певицы, пианистки и автора песен Тори Эймос. Он был выпущен 21 октября 1991 года на лейблах Atlantic Records в Северной Америке и EastWest Records в Великобритании.

## О сингле
Песня Me and a Gun — об изнасиловании Тори, когда ей был 21 год. После того, как она выступила в баре, её покровитель предложил подвезти её домой. Она согласилась, и он изнасиловал её, угрожая ножом. Спустя годы Тори посмотрела фильм «Тельма и Луиза» и была взволнована.
В интервью 1994 года Тори затронула тему изнасилования:

Я больше никогда не выскажусь об этом на таком уровне, но я хочу спросить вас. Почему я пережила ту ночь — а другие женщины нет?
Почему я жива и могу рассказать эту историю, хотя он был готов меня зарезать? Песня называется «Я и пистолет», но мне угрожали не пистолетом. Мне угрожали ножом. Он хотел отвезти меня к своим друзьям и зарезать, и он говорил, говорил, говорил мне о своих планах — часами. И если бы ему не понадобились ещё наркотики, тогда я была бы ещё одной новостной сводкой, в которой родители носят траур по своей дочери.
И, как я говорила в песне, я пела псаломы — он приказал мне это делать. Я пела, чтобы выжить. И я пережила эту пытку, пытку, после которой обмочилась, пытку, которая парализовала меня на годы. Эта ночь была не просто надругательством надо мной — она меня искалечила.
Я действительно так считаю: в ту ночь меня психологически покалечили, и сейчас я пытаюсь собрать себя воедино. Через любовь, а не через ненависть. И через музыку. Я снова открыла свою силу, любовь к жизни, и я победила: несмотря на всё, я сохранила свою уязвимость.
Оригинальный текст (англ.)I'll never talk about it at this level again but let me ask you. Why have I survived that kind of night, when other women didn't?

How am I alive to tell you this tale when he was ready to slice me up? In the song I say it was 'Me and a Gun' but it wasn't a gun. It was a knife he had. And the idea was to take me to his friends and cut me up, and he kept telling me that, for hours. And if he hadn't needed more drugs I would have been just one more news report, where you see the parents grieving for their daughter.
And I was singing hymns, as I say in the song, because he told me to. I sang to stay alive. Yet I survived that torture, which left me urinating all over myself and left me paralyzed for years. That's what that night was all about, mutilation, more than violation through sex.

I really do feel as though I was psychologically mutilated that night and that now I'm trying to put the pieces back together again. Through love, not hatred. And through my music. My strength has been to open again, to life, and my victory is the fact that, despite it all, I kept alive my vulnerability..

Некоторое время Эймос пела эту песню на концертах. В 1994 году DC Rape Crisis Center (рус. Центр помощи изнасилованным в Колумбии) наградил её в номинации Визионер.